# Kastell Ala Nova
Das Kastell Ala Nova ist ein ehemaliges römisches Reiterkastell (Alenkastell für 500 Reiter) im österreichischen Abschnitt des oberpannonischen Limes. Es befand sich auf dem Gemeindegebiet von Schwechat, Niederösterreich, wenige Kilometer östlich von Wien. Die Fläche des einstigen Reiterkastells verteilte sich auf das Areal des heutigen Alanovaplatzes, den Friedhof und das Brauereigelände im Stadtteil Klein-Schwechat. Die Stationierung einer mobilen Reitereinheit war strategisch notwendig, um die weite Ebene zwischen Vindobona und Carnuntum entlang der Donau besser zu sichern und im Ernstfall die rasche Intervention zu ermöglichen.
Ala Nova wurde möglicherweise im späten 2. Jahrhundert mit Befestigungen aus Holz und Erde am derzeitigen Alanovaplatz errichtet. Am Anfang des 3. Jahrhunderts wurde es als rechteckig ummauertes Kastell aufgebaut. In der Belegungszeit bis ins 5. Jahrhundert sind mehrere Umbauphasen bekannt. Im Umfeld des Kastells wird aufgrund von Einzelfunden zumindest eine Zivilsiedlung (vicus) vermutet. Gräberfelder wurden im Bereich des Schwechater Hauptplatzes und südlich des Kastells, am Frauenfeld, entdeckt. Das Bodendenkmal ist seit 2021 Bestandteil des zum UNESCO-Weltkulturerbe erhobenen Donaulimes.

## Lage
Schwechat liegt am nordöstlichen Rand des Wiener Beckens an der Mündung des Flusses Schwechat in die Donau und wurde nach diesem Fluss benannt. Im Nordwesten ist die Stadt in den letzten Jahrzehnten mit Wien zusammengewachsen und grenzt direkt an den 11. Wiener Gemeindebezirk (Simmering).
Der Ort liegt in verkehrsgeographisch günstiger Lage am Schnittpunkt zweier bedeutender Verkehrswege: In Schwechat wird der Weg entlang der Donau von einer von der Leitha bei Deutsch Brodersdorf kommenden, über Moosbrunn und Himberg und weiter über die Donau und ihre nördlich angrenzenden Auen nach Groß-Enzersdorf führenden Route gekreuzt. Die Besiedlung der Region ist seit dem Neolithikum nachweisbar. Innerhalb von rund 6000 Jahren entstand auf nur fünf Kilometern Länge ein Ballungsraum mit 16 großflächigen Siedlungsgebieten. Das belegen sich beiderseits der Schwechat-Au hinziehende Fundstellen.
Schwechat wird von insgesamt fünf Bächen,
- der hier einmündenden Liesing,
- der Schwechat (dem natürlichen Flussbett),
- dem Schwechat-Mühlbach bei Schloss Rothmühle, der in den 1950er Jahren zugeschüttet wurde,
- dem Mitterbach oder Wildbach oder Wildes Wasser (ein künstliches Entlastungsgerinne der Schwechat, das bei Achau beginnt und die überwiegende Wassermenge aufnimmt) und
- dem Kalten Gang

durchflossen, wodurch das Stadtgebiet in zwei Teile geteilt wird, Klein-Schwechat im Westen und Groß-Schwechat am rechten Ufer des Kalten Ganges. Es ist davon auszugehen, dass an dieser Stelle schon in frühen Zeiten Brücken gebaut wurden, die mit dem Einzug der Römer und dem Ausbau der Limesstraße sehr wahrscheinlich als Steinbrücken ausgeführt wurden. Allerdings konnten davon bis jetzt keine Spuren gefunden werden.
Das einstige Auxiliarkastell befand sich in Klein-Schwechat auf dem Areal des heutigen Alanovaplatzes, des Friedhofes und des Brauereigeländes nur wenige hundert Meter südlich des antiken Steilufers der Donau (heute am Grund genannt). Die Stationierung einer mobilen Reitereinheit war notwendig, um die weite und flache Ebene zwischen Vindobona und Carnuntum besser zu sichern und im Ernstfall rasch einschreiten zu können. Die Flussübergänge bzw. die Brücken über die drei Flussläufe in Schwechat hatten ebenfalls eine gewisse strategische Bedeutung, die aus der Häufung von archäologischen Spuren (Spitzgräben) von zwei bis eventuell drei Holz-Erde-Lagern in unmittelbarer Nähe dieser Flüsse abgeleitet werden kann. In der Kastellkette des Limes lag Ala Nova etwa sechs römische Meilen (neun Kilometer) südöstlich des Legionslagers Vindobona und 21 römische Meilen (31,1 km) westlich der Metropole (Ober-)Pannoniens, Carnuntum (Petronell).

## Name
Ala Nova bedeutet neu aufgestellte Reiterabteilung (lateinisch ala = Reiterabteilung, nova = neu).
In der antiken Literatur wird Ala Nova zweimal erwähnt: Das Itinerarium Antonini, ein um 300 n. Chr. neu redigiertes Straßenverzeichnis, nennt Ala Nova in der Nähe von Aequinoctio (Fischamend), einem Posten, der ziemlich genau in der Mitte zwischen Vindobona und Carnuntum lag („Aequinoctio et Ala Nova in medio Vindobona“). Das Itinerarium gibt die Entfernung Carnuntum–Vindobona mit 27 römischen Meilen an, die etwa 40,5 km entsprechen.
In der Notitia dignitatum, einem Verwaltungshandbuch aus dem 5. Jahrhundert, wird ebenfalls ein Alanoua bzw. ein Ala nova (mitsamt der wohl dort zuletzt stationierten Einheit, den equites Dalmatae Ala nova) erwähnt.

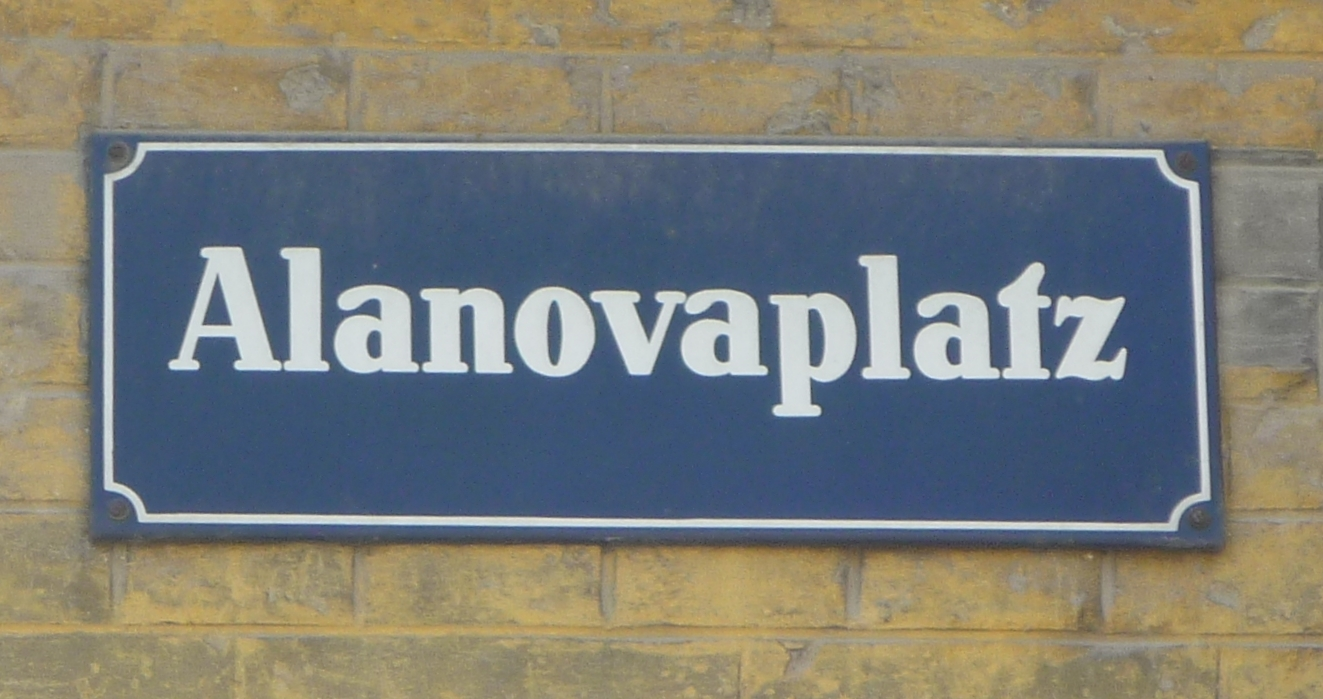
Schild des Alanovaplatzes

Im Jahre 98 n. Chr. wurde die Ala I Flavia Britannica in Vindobona/Wien von der Legio XIII Gemina abgelöst. Es könnte das Bestreben gewesenen sein, den neuen Legionsstandort Vindobona zusätzlich an seiner südöstlichen Flanke abzusichern. Für diesen Zweck wurde ein Kastell in Schwechat errichtet. Der römische Ortsname Ala Nova dürfte auf eine (wahrscheinlich vollkommen neu aufgestellte) in Schwechat stationierte Reitereinheit zurückzuführen sein.
Der Name könnte auch davon herrühren, dass das neue Reiterlager nördlich von einem bereits am Westufer des Schwechat-Flusses bestehenden Holz-Erde-Lager errichtet wurde. Laut Hannsjörg Ubl (1980) stellt sich die Frage, ob der antike Name Ala oder Ala Nova nicht bereits auf dieses ältere Holz-Erde-Lager zurückzuführen sei.

## Forschungsgeschichte

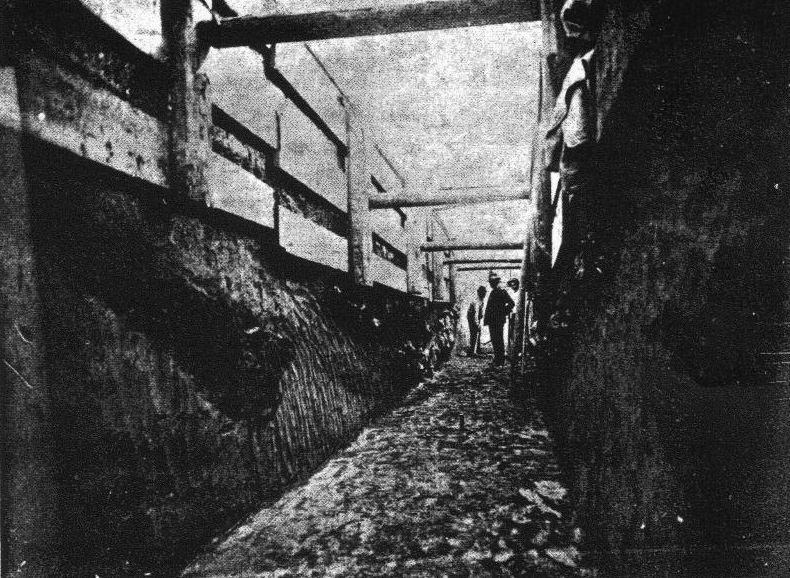
Profil des Spitzgrabens des Kastells, der beim Aushub eines Bierkanals im Jahre 1910 entdeckt wurde

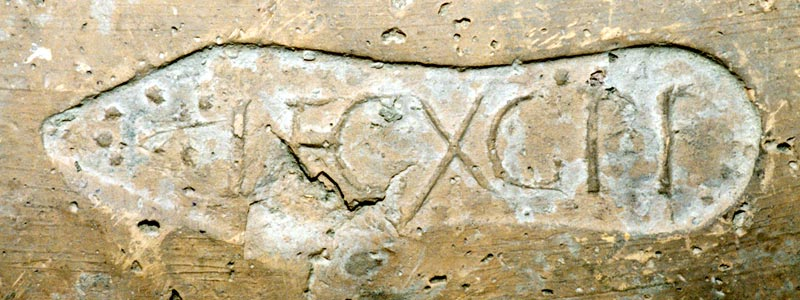
Sohlenförmiger Ziegelstempel der Legio X Gemina, gefunden 1910

### Frühe Beobachtungen
Erste Hinweise für die römische Vergangenheit Schwechats gab die Antike Reise F. F. Wächters von 1821. Er erwähnt darin „… alte Mauern im Gottesacker von Schwechat“. Aufzeichnungen des Schwechater Notars Franz Schranzhofer zeigen, dass noch in den siebziger Jahren des 19. Jahrhunderts Reste römischer Mauern sichtbar waren. In den Jahren 1843 und 1844 wurden in einem Brunnen am westlichen Stadtrand sechs römische Meilensteine gefunden, die ursprünglich 21 römische Meilen vor Carnuntum standen. 1879 wurde bei Feldarbeiten in der Nähe des Schwechater Friedhofs am Frauenfeld ein 60 cm hoher bauchiger Tontopf entdeckt, der einen Münzschatz mit etwa 12.000 versilberten Kupfermünzen aus dem 4. Jahrhundert (306 bis 361 n. Chr.) enthielt.

### Grabungen 1910–1937
Im Rahmen der regen Bautätigkeit an der Wende zum 20. Jahrhundert wurden abermals viele Münzen, Mauerwerk und zahlreiche Ziegel mit Stempeln der Legio X Gemina gefunden. In den meisten Fällen gerieten die Funde aber ohne wissenschaftliche Dokumentation in die Hände privater Sammler.
Im Frühjahr 1910 entdeckte Johann Ableidinger, ehemaliger Bürgermeister und Heimatforscher von Schwechat, im Zuge von Erdaushubarbeiten für einen Bierkanal auf dem Grundstück der Brauerei Dreher das Profil des Kastellgrabens und die Fundamente der Umfassungsmauer. Die daraufhin von Josef Nowalski de Lilia durchgeführten Untersuchungen führten zur Rekonstruktion des Wallgangverlaufs, und Reste einer Kaserne konnten bestimmt werden. Im Herbst 1910 gelang dem Archäologen der Limeskommission, Eduard Nowotny, die Aufdeckung und nachfolgende Dokumentation eines beträchtlichen Teils der westlichen Befestigungsanlagen auf dem Brauereigelände. Diese Grabungsergebnisse ließen aber noch keine Feststellung über die Ausdehnung des Lagers zu. 1937 stieß man bei Erdarbeiten in der Umgebung des Friedhofs erneut auf römisches Mauerwerk. Bei der Errichtung eines Ablaufkanals am Alanovaplatz wurde dann die südöstliche Kastellfront angeschnitten, womit war etwa 40 Jahren nach der Entdeckung des Kastells die Dimensionen des Lagers bekannt waren.

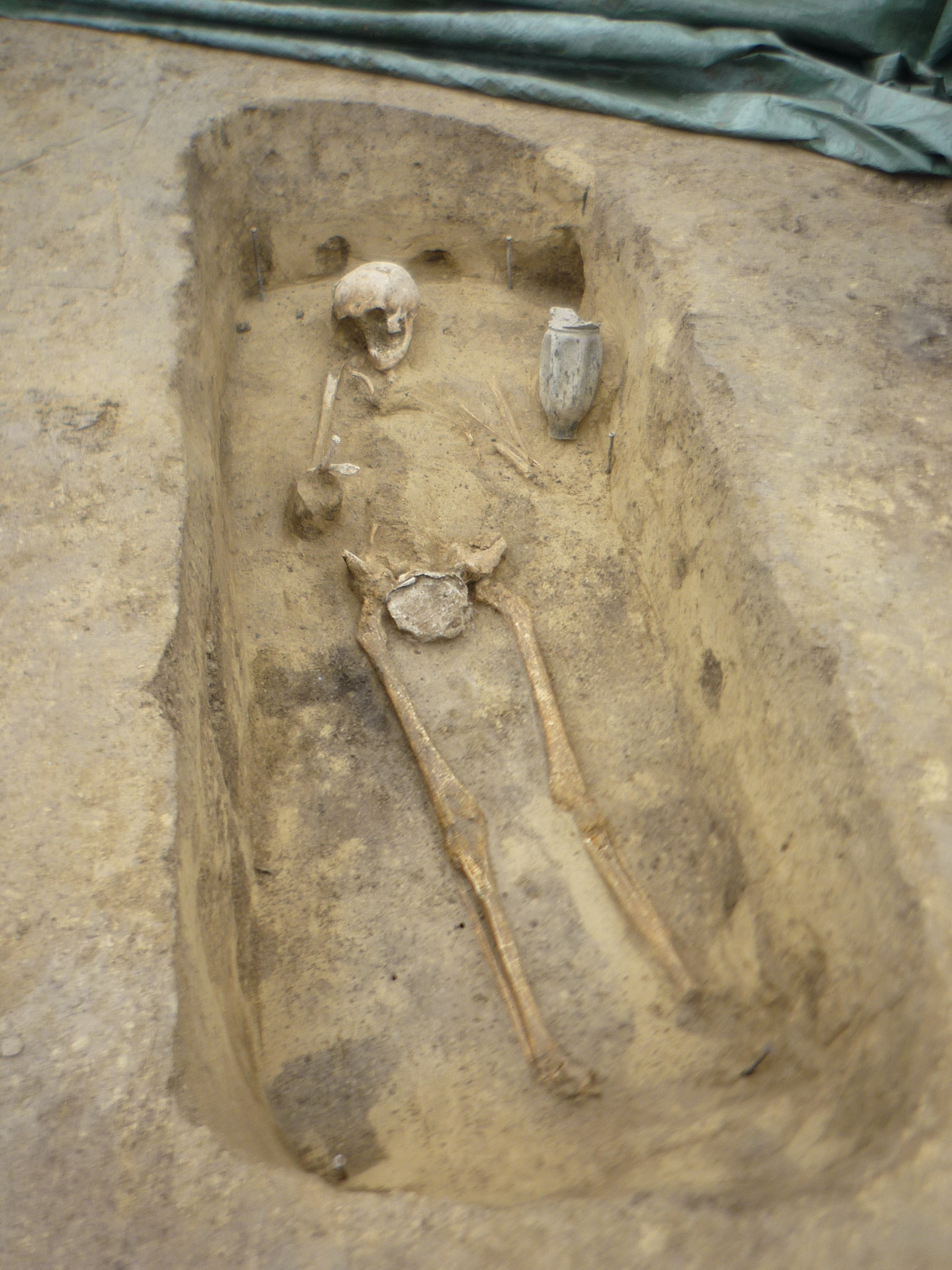
Körperbestattung am zivilen Gräberfeld am Frauenfeld, Mai 2010

### Grabungen 1979–2009
In den Jahren nach dem Zweiten Weltkrieg fanden einige kleinere Grabungen statt, insbesondere um die Kirche St. Jakob am Schwechater Hauptplatz sowie bei Wiederaufbauarbeiten der zahlreichen kriegsbeschädigten Gebäude im Bereich dieses Platzes und auf dem Gelände der Bezirkshauptmannschaft. Erst 1979 konnte wieder ein bedeutender archäologischer Fund gemacht werden. Beim Bau einer neuen Wohnanlage am Frauenfeld konnte Hannsjörg Ubl vom Bundesdenkmalamt an der Nordostecke der Baugrube angeschnittene Spitzgräben feststellen. Der Fund von Befestigungs- und Balkengräbchen wurde ein Hinweis auf eine mögliche Holz-Erde-Anlage an diesem Standort, etwa 400 Meter südlich des bisher bekannten Kastells Ala Nova. Ubl vermutet, dass diese Holz-Erde-Anlage älter ist als das Kastell. Dies bestätigte Ursula Langenecker vom Bundesdenkmalamt 1994 durch den Nachweis weiterer Spitzgräben in unmittelbarer Nähe der ersten Fundstelle. Unglücklicherweise wurde das Areal, in dem das frühe Holz-Erde-Lager vermutet wird, durch intensive Wohnbebauung weitgehend zerstört. 

Eine kleinere archäologische Untersuchung im Bereich des Alanovaplatzes unter Leitung von Krista Süss vom Verein AUSINA im Jahr 2000 lieferte unter anderem Hinweise auf zwei Steinbauphasen des Kastells und eine vermutete frühe Holzbauphase des Lagers.

### Untersuchungen ab 2010
Seit der Grabung aus dem Jahre 1910 gab es keine systematische Untersuchung des römischen Kastells in Schwechat. Die Geschichte des Lagers und die damit verbundenen Fragen blieben deshalb lange Zeit weitgehend ungeklärt. Eine neue Wende in der Forschungsgeschichte des römischen Schwechats brachte das Jahr 2010, wo zwei großflächige Ausgrabungen auf dem Areal des ehemaligen Kastells zwischen dem Alanovaplatz und der Wiener Straße sowie im Stadtteil Frauenfeld, im Kreuzungsbereich der Gladbeckstraße und der Klederinger Straße, durchgeführt wurden. Beide Ausgrabungen erfolgten im Auftrag des Bundesdenkmalamts und wurden von der Firma AS-Archäologie Service. durchgeführt.

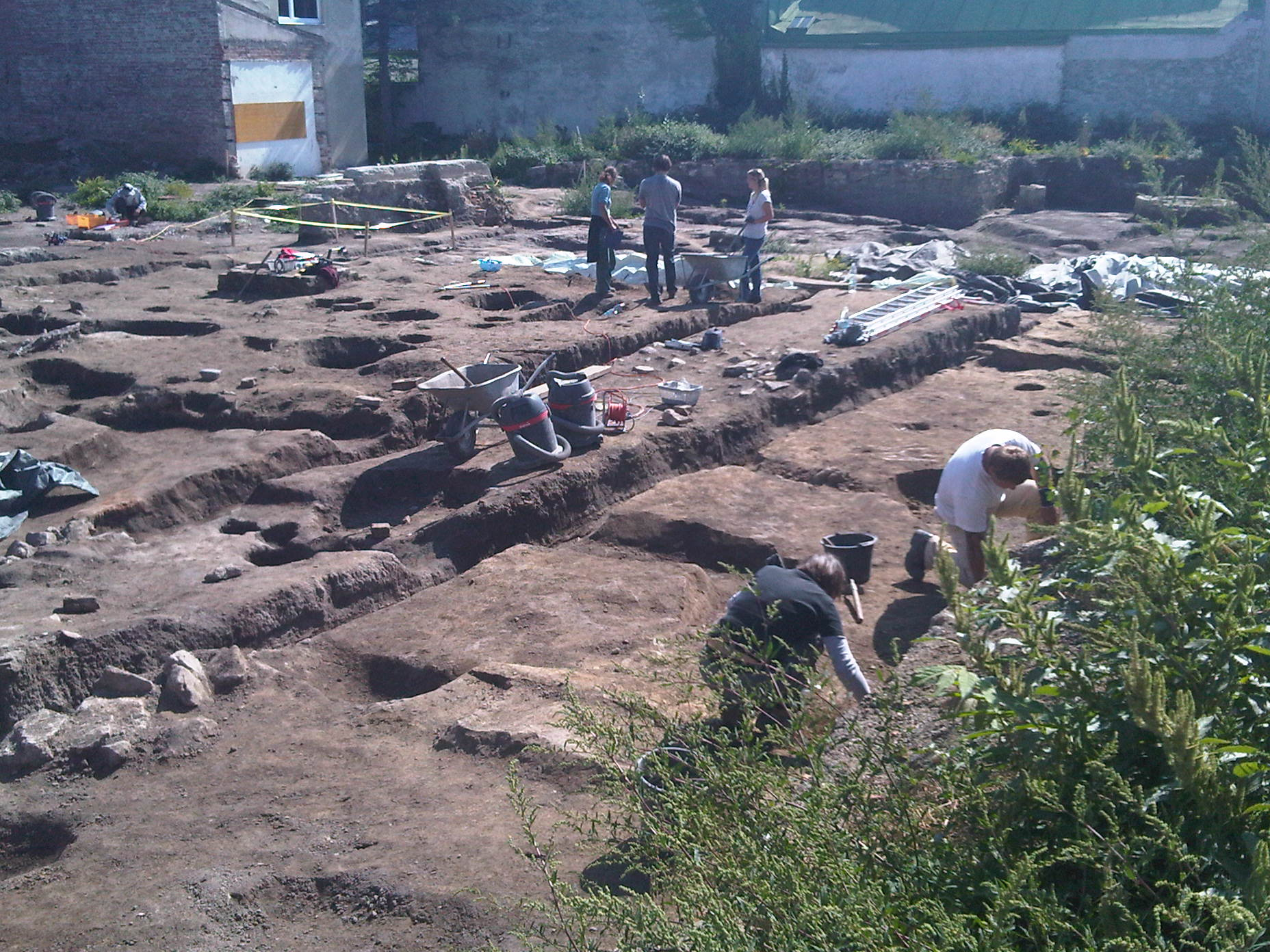
Grabungsareal zwischen Alanovaplatz und Wienerstraße 9/2010

Am Frauenfeld wurde unter der Leitung von Mag. Igl und Mag. Leingartner neben einigen zum großen Teil geplünderten langobardischen Gräbern ein ausgedehnter ziviler römischer Friedhof entdeckt und untersucht. Zahlreiche Brandgräber mit zum Teil reichen Grabbeigaben und eine Reihe von Körperbestattungen wurden freigelegt. Vorläufige Auswertungen lassen eine Datierung der Funde auf das 2. bis 4. Jahrhundert n. Chr. zu. Die Lage der Gräber ließen den Verlauf einer Gräberstraße vermuten, die allerdings, bedingt durch die relativ seichte Fundlage, nicht mehr nachgewiesen werden konnte.
Die Grabungsarbeiten am Alanovaplatz unter der Leitung von Mag. Scholz lieferten grundlegende neue Erkenntnisse. Zwei Kasernenbauten konnten fast vollkommen erfasst und mehrere Ausbesserungsphasen nachgewiesen werden. Eine erste römische Holzbauphase konnte allerdings nicht bestätigt werden. Dafür gibt es klare Hinweise auf eine frühere Besiedlung des Areals. Von besonderem Interesse waren Funde einer späten Umbauphase aus dem 4./5. Jahrhundert, mit denen die Umwandlung eines militärischen Lagers in ein ziviles Siedlungsareal in Steinbauweise eindeutig belegt werden konnten. Vom nahezu sensationellen Wert ist der erstmalige österreichische Nachweis einer awarenzeitlichen Besiedlung innerhalb eines römischen Lagers. Diese Ausgrabungen, die Anfang November 2010 abgeschlossen wurden, lieferten zahlreiche neue Erkenntnisse, die Größe, Lage und Geschichte von Ala Nova in ein gänzlich neues Licht bringen werden.
Diese beiden stratigraphischen Grabungen sowie deren zahlreichen Funde werden seit 2012 im Rahmen einer Dissertation des Österreichischen Archäologischen Instituts (Projektleitung Stefan Groh) umfassend aufgearbeitet.
Im November 2011 wurde im Auftrag der Stadtgemeinde Schwechat und der Asset One Immobilienentwicklung AG eine geophysikalische Prospektion durch die Zentralanstalt für Meteorologie und Geodynamik auf dem ehemaligen Gelände der Brauerei Schwechat westlich des Klein-Schwechater Friedhofs, wo weitere Reste des römischen Reiterkastells vermutet werden, durchgeführt. Insbesondere die Georadar-Messungen zeigen im Tiefenbereich von etwa 0,75 m eine rechteckige Struktur (9 × 35 m) mit scheinbar erhaltenem Steinboden und Innenunterteilungen. Weitere parallele Strukturen sowie einen Graben sind ebenfalls erkennbar. Diese Ergebnisse lassen spannende Grabungen mit mindestens so spannenden Ergebnissen in die nächste Zukunft erwarten.

## Holz-Erde-Lager und Kastell

### Frühes Holz-Erde-Lager
Die Frage nach ein frühes Holz-Erde-lager in Schwechat konnte bis jetzt nicht eindeutig beantwortet werden. Die jüngsten Ausgrabungen im Jahre 2010 am Alanovaplatz konnten eine ausgedehnte Holzbauphase nicht belegen. Im Südost Bereich des Grabungsareals konnte zwar einige Hinweise auf eine frühe Bauphase identifiziert werden, allerdings ließen sich aus den Befunden keine Strukturen bzw. Bau ableiten. Das Fundmaterial dieser möglichen frühen Lagerphase ist in die zweite Hälfte des 2. Jahrhunderts zu datieren.
Einen weiteren Hinweis auf ein frühes Holz-Erde-Lager, allerdings südlich des Steinkastells an der Kreuzung Gladbeck- und Brauhausstraße, in unmittelbarer Nähe des damals an dieser Stelle verlaufenden Mühlbachs, konnten 1979 H. Ubl und 1994 U. Langenecker Spitzgräben feststellen. In unmittelbarer östlicher Nähe waren auch Balkengräbchen im Mutterboden zu sehen. Hannsjörg Ubl glaubt an dieser Stelle ein frühes Holz-Erde-Lager entdeckt zu haben und vermutet eine Datierung in flavischer Zeit (Hannsjörg Ubl, 1980). Unter anderem konnten auf diesem Areal 1976 römische Gebrauchskeramik und Fragmente von reliefverzierten Terra-Sigillata-Schüsseln geborgen werden.
Im Untersuchungsbericht von 1994 wird der angeschnittene Graben als exakt ausgehobener, spitzförmiger Graben beschrieben. Seine Tiefe betrug 1,8 m (2,6 m unter der Humusoberkante), die maximale Breite 3,8 m. Die Fundstücke aus den untersten Schichten eigneten sich aber wegen ihres schlechten Erhaltungszustandes bzw. starker Abnutzung nicht mehr für eine exakte Datierung. Die Funde aus der oberen Verfüllung des Grabens sind nicht vor der zweiten Hälfte des 2. Jahrhunderts anzusetzen. Zur Bestimmung der Ausdehnung, Orientierung sowie Datierung des Lagers wären weitere Grabungen auf den wenigen noch nicht zerstörten Bereichen dieses Areals notwendig.
Im Rahmen einer Grabungskampagne im Juni 1950 im Zusammenhang mit dem Wiederaufbau der im Krieg beschädigten St.-Jakobs-Kirche in Groß Schwechat wurden am Hauptplatz 21a wiederum die Profile von zwei Spitzgräben angeschnitten, deren römische Herkunft nachgewiesen wurde. Eine genauere Datierung war allerdings nicht möglich. Eigenartigerweise fand dieser Hinweis in der späteren Literatur und der wissenschaftlichen Diskussion keine Beachtung. Ob diese Spitzgräben auf ein frühes Marschlager bzw. Holz-Erde-Lager am Ostufer der Flüsse in Schwechat hindeuten, oder als Einfriedung bzw. Abgrenzungen eines Grabes des an dieser Stelle befindlichen römischen Friedhofs dienten, kann derzeit nicht beantwortet werden.

### Kastell Ala Nova

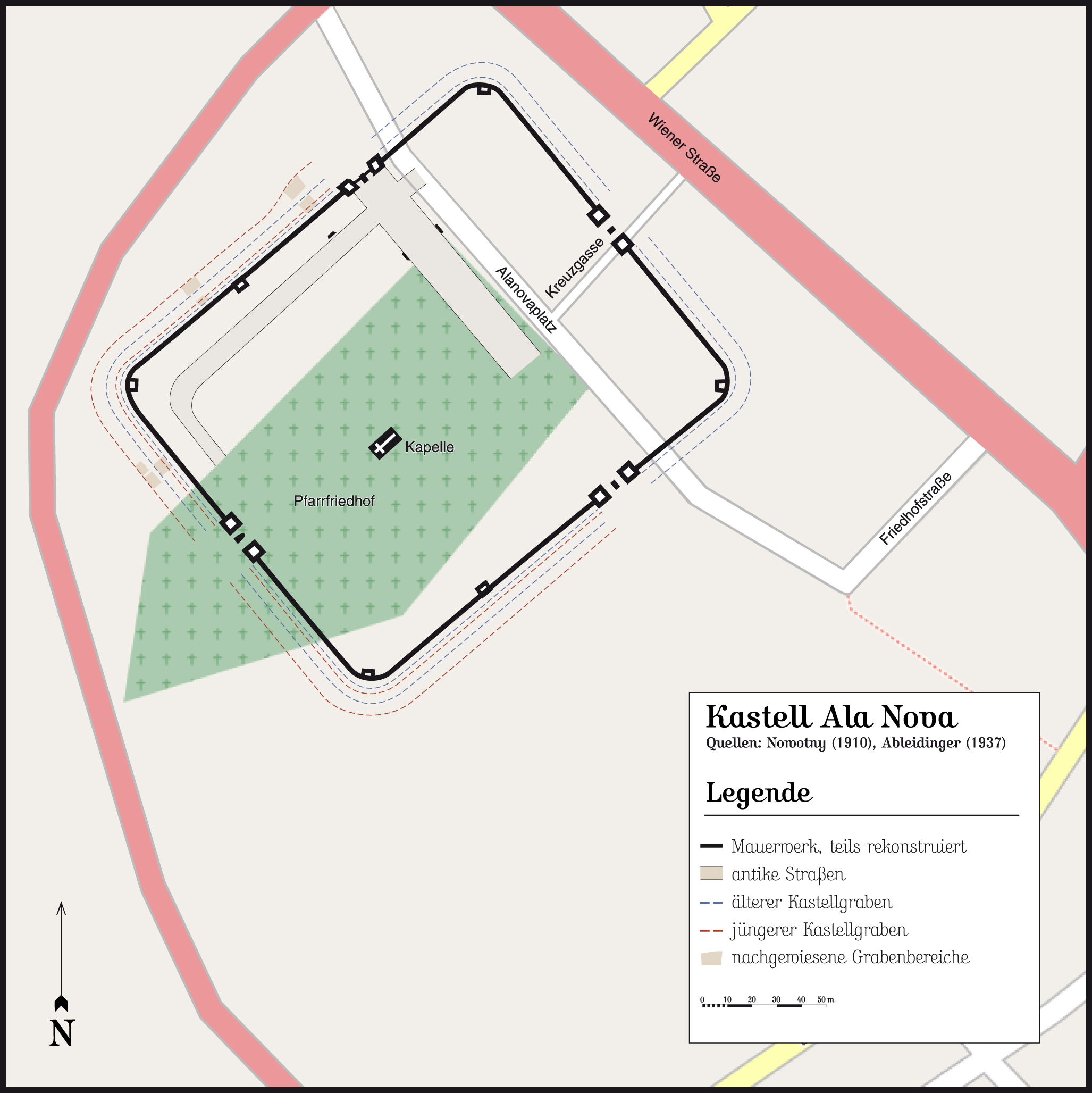
Kastell Ala Nova nach den Forschungen von Nowotny und Ableidinger

Die Untersuchungen von E. Nowotny und J. Ableidinger zwischen 1910 und 1937 ermöglichten eine genaue Bestimmung der Größe und Position des Steinkastells. Die Grabung im Frühjahr 1910 der k&k-Limeskommission unter der Leitung von E. Nowotny führte zur Aufdeckung eines beträchtlichen Teiles der Lagerbefestigung auf dem damaligen Gelände der Brauerei Dreher. Im Bereich des Alanovaplatzes und des Friedhofs konnte auf einer Linie von 153 Metern das Vorhandensein der von Nordost nach Südwest streichenden Lagerfront (linke Prinzipalseite) bestätigt werden, die im Nordabschnitt von einem 19 Meter breiten Torbau durchbrochen war. An der Nordwestfront schloss sich nach einer abgerundeten Ecke in einem Winkel von 88,5 Grad die südwestliche Kastellfront an, deren Verlauf bis zu einer Länge von 160 Metern beobachtet werden konnte.
Durch zwei Funde von J. Ableidinger (Wasserleitungsgraben im Juni 1928 im Hause Wiener Straße 35 und Kanalarbeiten am Alanovaplatz im Jahre 1937) dachte man die genauen Lagerausmaße bestimmt zu haben. Eine antike Mauer 30 bis 40 m hinter der Mauerflucht der Häuser Wienerstraße 33 und 35 wurde als Lagermauer interpretiert und die Seitenlänge des Lagers mit auf 206 m festgelegt. Die Jüngste Grabung von 2010 am Alanovaplatz konnte den nördlichen Spitzgraben unmittelbar entlang der Wienerstraße identifizieren, sodass die Lagermauer, wenn auch keine Artefakte mehr nachweisbar sind, etwa 20 m nördlicher als bisher angenommen liegen muss. Das Anschneiden der südöstlichen Längsseite im Jahre 1937 erbrachte die Breitenmaße des Lagers: Die Innenbreite betrug 168 Meter, die Mauer war zwei Meter dick. Das Schwechater Lager umfasst eine Fläche von ca. 225 × 170 Metern, also 3,8 Hektar; diese Größe war für eine Auxiliartruppe von 500 Mann durchaus üblich. Die Südwestecke des Kastells war abgerundet und zusätzlich mit einem verhältnismäßig kleinen und nur leicht nach innen versetzten viereckigen Turm mit sechs Meter Seitenlänge verstärkt. In der Mitte der Linie zwischen der südwestlichen Lagerecke und der porta principalis sinistra befand sich noch ein innen angesetzter Zwischenturm. Dieser wies die gleichen Abmessungen wie der Südwest-Eckturm auf, nur die Mauerstärke war etwas geringer.
Beim westlichen Wehrgraben konnten zwei Bauphasen festgestellt werden:
- Graben I: An die Umfassungsmauer schloss sich eine 1,65 bis 1,80 Meter breite Berme an, daran ein Graben von etwa sechs Meter Breite, in dessen Sohle mittig ein Wasserabzugsgraben (Künette) von trapezförmigem Querschnitt eingetieft war.
- Graben II: Der frühere Graben war durch einen zweiten, größeren überlagert, der eine Breite von 9,55 Meter laut Nowotny, 11,40 Meter laut Ableidinger (1929) hatte und etwa vier Meter unter dem heutigen Bodenniveau lag. Zwischen Mauer und Graben wurde eine Berme von ca. zwei Meter Breite festgestellt. In der Nähe des Tores verbreiterte sich der Wallgraben, der an dieser Stelle etwas ausgebuchtet war.

Die Fundamentgrube der Wallmauer betrug etwa fünf römische Fuß (1,46 bis 1,65 m). Die Grundmauern schienen aus weißem Betonmörtel zu bestehen. Das aufgehende Mauerwerk bestanden wahrscheinlich aus sarmatischem muschelhaltigem Sandstein aus Atzgersdorf. Im Graben wurden Teile einer Mauer gefunden, die offensichtlich bei der Zerstörung des Kastells hineingestürzt waren. Die Mauer muss nach dem Umfang der Schuttmasse mindestens fünf bis sechs Meter hoch gewesen sein (Ableidinger, 1929). Innerhalb der Umfassungsmauer befand sich der Wehrgang, der eine Breite von drei Metern aufwies und anhand von Pfostenlöchern, die den Wallgang nach innen abstützten, erkannt wurde.
Besonders bemerkenswert war die Aufdeckung des Westtores, der porta principalis sinistra, dessen Abmessungen sich wie bei der Kastellmauer nur aus den Fundamentgruben rekonstruieren ließ. Es handelte sich um ein überwölbtes Doppeltor mit einer Breite von 19 Metern, das zwei rechteckige Türme flankierten. Zwischen den Türmen befand sich ein Wehrgang.
Bei der Ausgrabung des Tores fand sich in einer Mauernische ein Hohlziegel, der vermutlich Bestandteil der Heizungsanlage für die oberen Wachräume war. Durch die Lokalisierung des Westtores konnten die relativ grob ausgeführte Pflasterung der via principalis und zwei Mauerreste von etwa 60 cm Höhe aufgedeckt werden. Die Breite der via principalis betrug 17,23 Meter (60 römische Fuß).

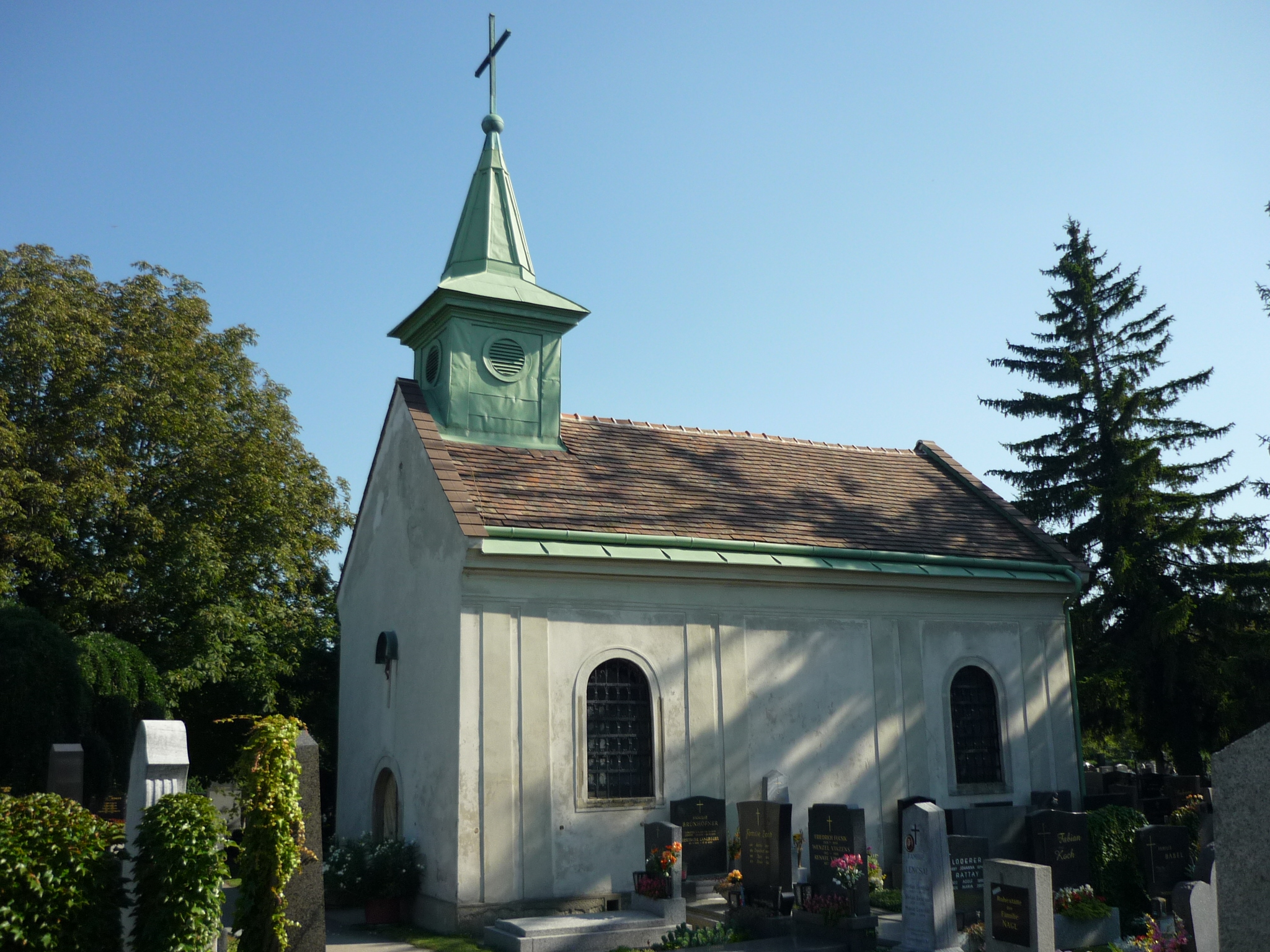
Die Friedhofskapelle befindet sich über den Principia des ehemaligen Lagers.

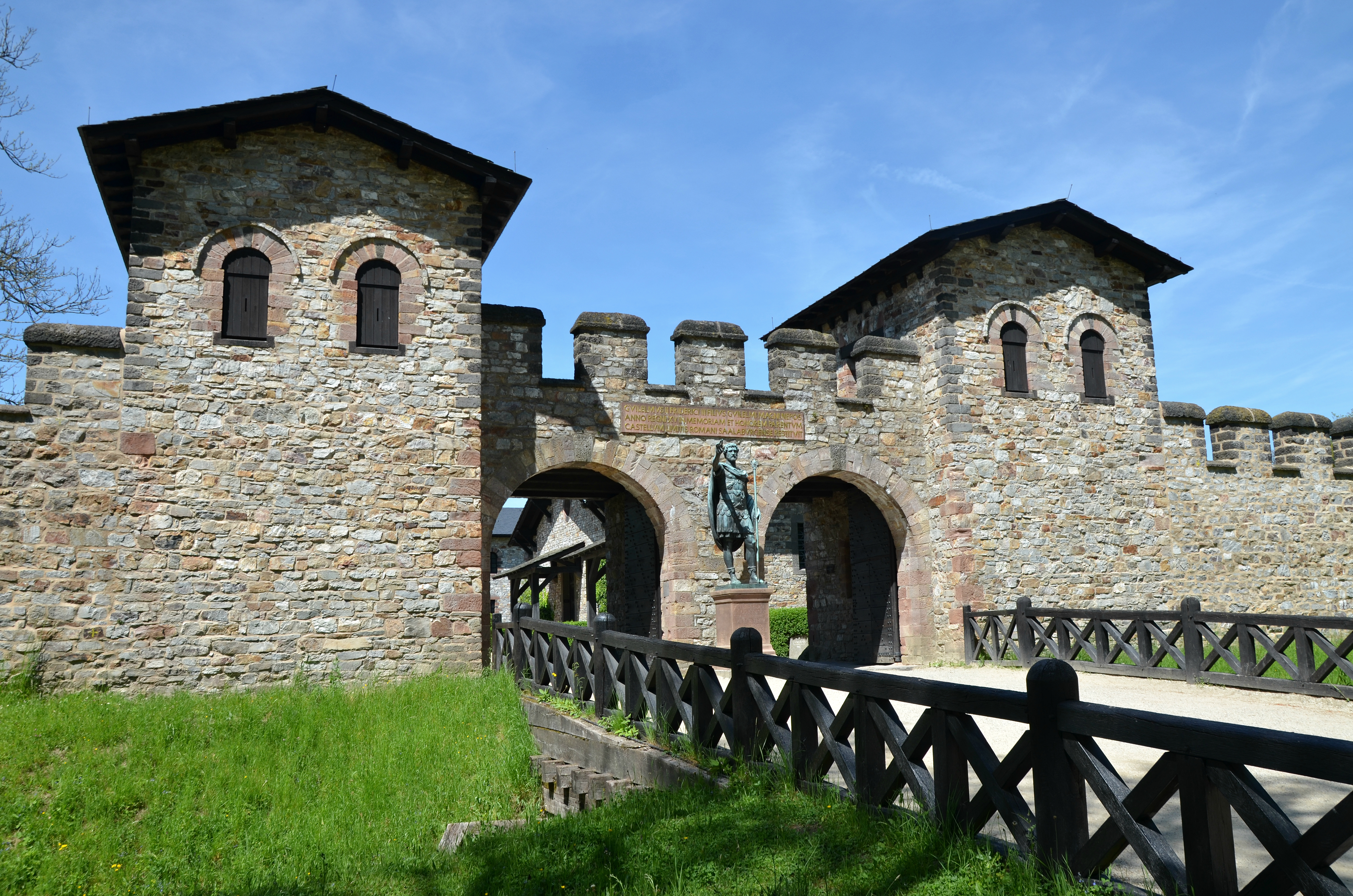
Die porta principalis sinistra von Ala Nova müsste in etwa so wie jene der Saalburg erschienen sein.

An der westlichen Umwehrung konnte das Intervallum (Zwischenraum) durch eine 60 Zentimeter breite Mauergrube und einen sich nach innen anschließenden Estrich auf 9,95 Meter weiterverfolgt werden. An der Dekumanfront (d. h. im hinteren Teil, die nicht dem Feind zugewandte Lagerhälfte) konnte die Pflasterung der Lagerstraße bis auf eine Länge von 16,65 Metern nachgewiesen werden. Ein kleines Stück der betonierten Wallböschung zeigte sich am westlichen Zwischenturm.
Administratives Zentrum jedes größeren Kastells war das Stabsgebäude, die Principia mit dem Lager- oder Fahnenheiligtum. An der Stelle der Principia von Ala Nova steht heute eine Friedhofskapelle. Sie ist der letzte Überrest der Pfarrkirche Maria am Anger, die 1815 wegen Baufälligkeit abgerissen werden musste. Auffällig ist, dass die Fundamente der Kapelle und der einstigen Kirche parallel zu den Umfassungsmauern des Kastells verlaufen und daher höchstwahrscheinlich mit diesen in Zusammenhang stehen (Ableidinger 1929). J. Ableidinger nahm an, dass die Innenbauten des Lagers überwiegend aus Holz waren, wogegen das Stabsgebäude (principia) und das Fahnenheiligtum in Stein errichtet worden waren. Dies lässt auch der Fund von zwei Säulen vermuten, die im 19. Jahrhundert innerhalb des Friedhofes, das heißt auf dem ehemaligen Kastellareal, entdeckt wurden (Ableidinger 1929).

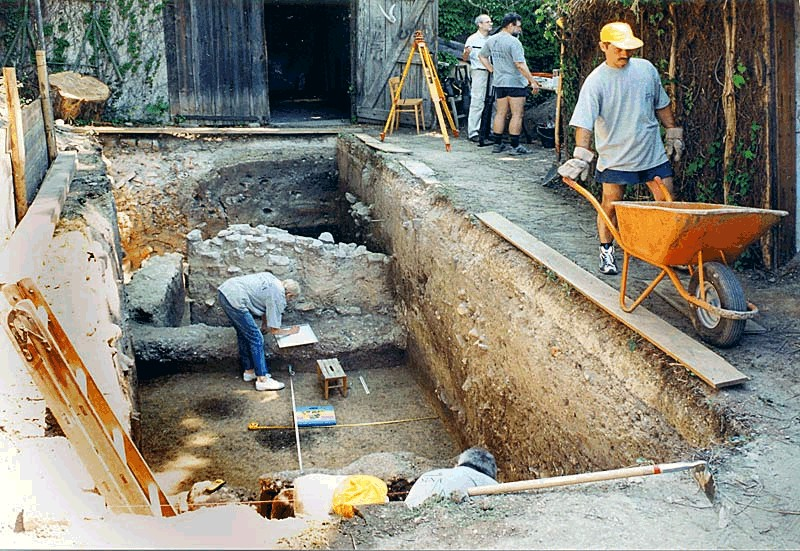
Anschnitt eines Mauerrestes aus zwei Bauperioden im Inneren des Kastells

Im Jahr 2000 fand eine Grabung durch den Verein AUSINA (Leitung Krista Süß) statt. Dabei konnte herausgefunden werden, dass sich die mittel-kaiserzeitlichen Baubefunde in zwei Steinperioden manifestierten. Erwähnenswert ist der Fund unter den ältesten Mauerzügen einer stark profilierten Fibel mit gelochtem Nadelhalter, der vermutlich ins 1. Jahrhundert zu datieren ist. Die drei unterschiedlichen Fundhorizonte spiegeln eine intensive Nutzung des Lagerareals wider und werden der Steinbauperiode I und II zugerechnet. Unklar bleibt jedoch, ob die gefundenen Mauerreste Bestandteil einer Kaserne bzw. eines Pferdestalls waren. Beachtung verdient die Entdeckung von Pfostensetzungen unter dem Steinkastell Ala Nova. Überraschend ist die Orientierung dieser Pfostenlinie, die sich vom Steinbau durch eine exakte Nord-Süd-Ausrichtung und auch durch die Höhenlage klar abgrenzte. 

Die Grabung von 2010 lieferte gänzlich neue Erkenntnisse. Die ersten Befunde von der Grabung 2000 für das Bestehen eines frühen Holz-Erde-Lagers konnten nicht bestätigt werden. Vielmehr wurde nun erkannt, dass das römische Kastell auf bereits bewohntem Gebiet entstanden ist. Die aktuellen Befunde zeigen, dass das Reiterlager größer ist als bisher vermutet. Da wo die östliche Kastellmauer und Graben erwartet wurden, wurden Kasernenbaracken festgestellt. Im Norden konnte der Graben identifiziert werden, allerdings deutlich nördlicher als erwartet. Die Feststellung einer zivilen Besiedlung auf dem Areallager im späten 4. bzw. frühen 5. Jahrhundert zeigt, dass auch in Ala Nova eine ähnliche Entwicklung wie bei den benachbarten Lagern bzw. Kastellen stattfand.

## Besatzung

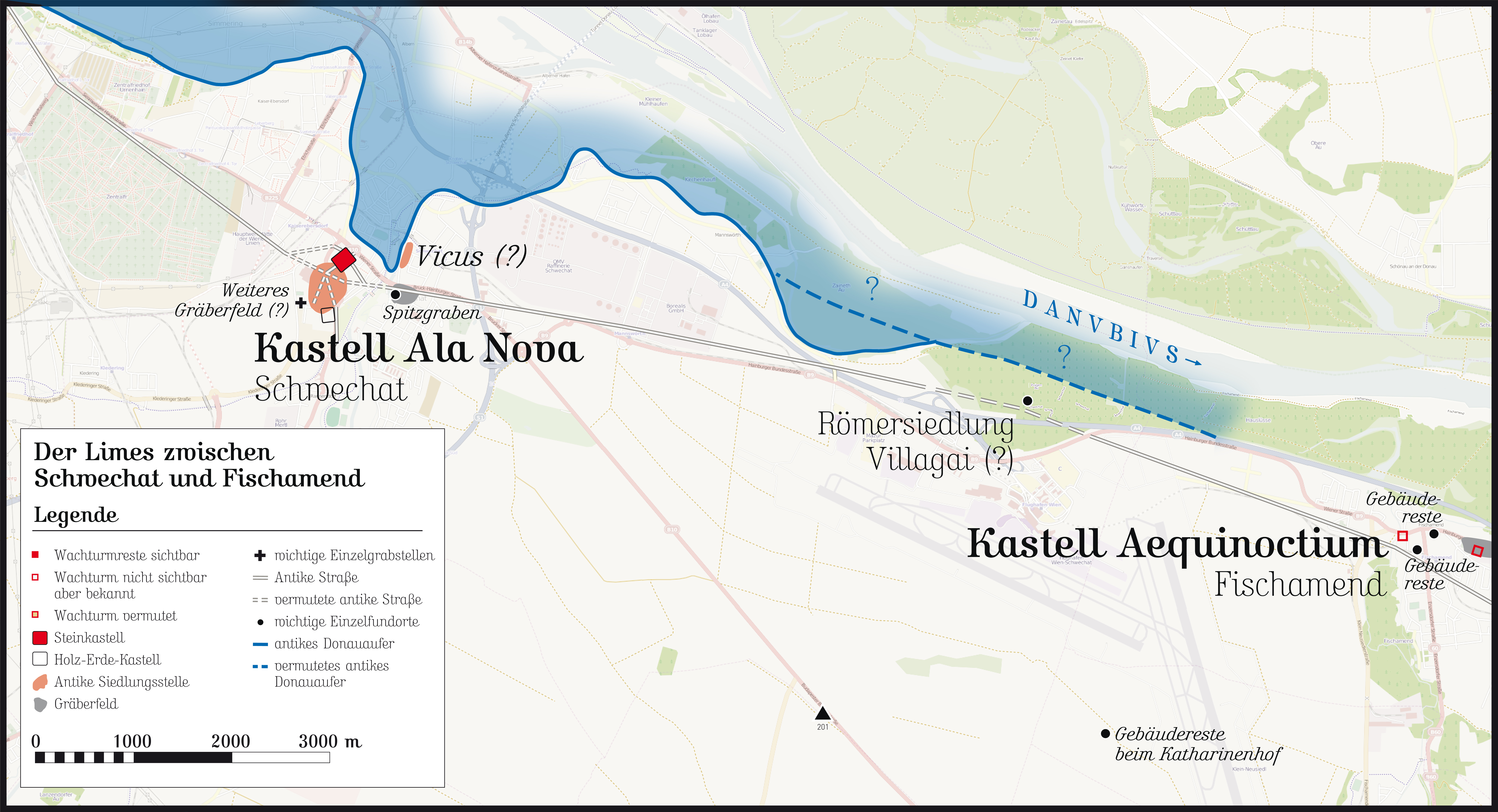
Die Lage der Kastelle in Schwechat und Fischamend mit der sie verbindenden Limesstraße

Die Besatzung des frühen Holz-Erde-Lagers ist nicht bekannt. Ebenfalls unbekannt ist der Name derjenigen Reitereinheit, die nach Ausbau des Steinkastells I dort stationiert wurde. Für das 2. Jahrhundert stand zunächst die Ala I Thracum Victrix zur Diskussion, allerdings belegen Neufunde von Ziegelstempeln mit großer Sicherheit den Standort der Truppe bei Petronell-Carnuntum. Es wurde ebenfalls bereits postuliert, dass Ala Nova überhaupt keine eigenen Truppen hatte und das Lager möglicherweise nur ein „Außenposten“ einer der benachbarten Legionsfestungen, Vindobona oder Carnuntum, war. Für die Spätantike lässt sich – im Zusammenhang mit den Überlieferungen aus der Notitia dignitatum – allerdings noch eine Reitereinheit der Equites Dalmatae für Ala Nova (ebenso für das benachbarte Kastell Aequinoctium/Fischamend) eindeutig zuordnen.

## Vicus
Die genaue Lage der Zivilsiedlung von Ala Nova ist bis dato unbekannt geblieben. Siedlungsbefunde wurden nur an wenigen Stellen in Schwechat dokumentiert. Eine Grube mit Fundmaterial des 2. beziehungsweise 3. Jahrhunderts fand sich südlich des Kastellareals. Die Verfüllung des Kastellgrabens enthielt Artefakte, die im Zusammenhang mit einer Siedlung stehen könnten. In den letzten 200 Jahren wurden zahlreiche Streufunde, vor allem Keramik, innerhalb des Brauereigeländes aufgelesen. Mit hoher Wahrscheinlichkeit ist davon auszugehen, dass der vermutlich gleichzeitig mit dem Kastell angelegte Vicus südlich des Lagers gelegen war, die genaue Ausdehnung konnte aber bisher wegen starker Überbauung nicht erfasst werden. Ob dies allerdings jemals zweifelsfrei geklärt werden kann, ist fraglich, weil der Vicus sich wohl größtenteils auf dem Gelände des Brauhauses befand, wo Ende des 19. Jahrhunderts für den Bau großangelegter Bierkeller große Erdbewegungen stattfanden. Dadurch erklären sich auch die vielen kaum dokumentierten Funde in dieser Zeit. Römerzeitliche Funde am rechten Ufer der Schwechat, wo zum Beispiel in der Sendnergasse eine antike Ofenanlage entdeckt wurde, sind weitere römische Siedlungsspuren.

## Gräberfelder

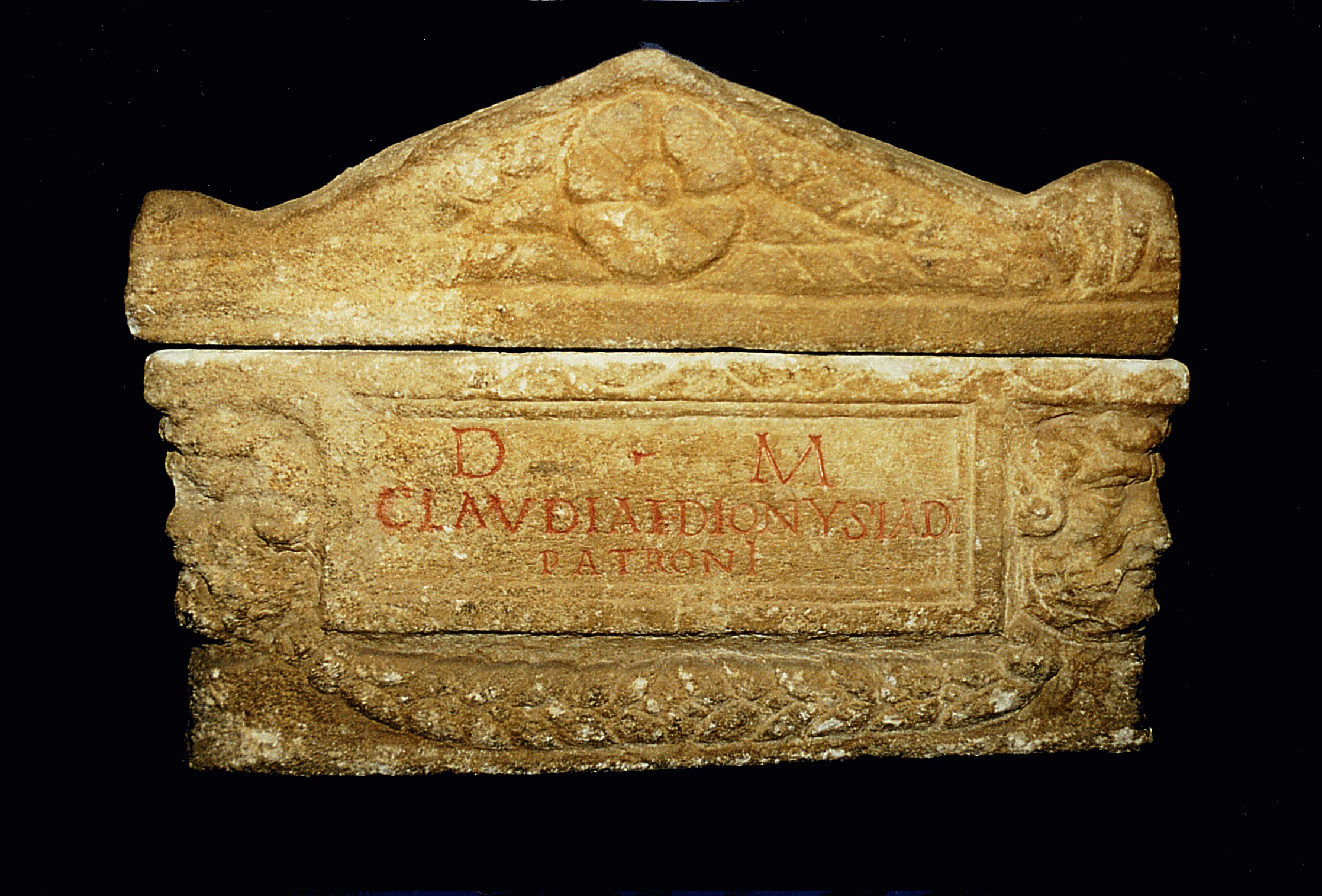
Ascheurne mit den Porträtdarstellungen zweier Windgötter, gefunden am Schwechater Hauptplatz um 1900

Aus den Aufzeichnungen von J. Ableidinger (1929) geht hervor, dass bereits im 19. Jahrhundert auf dem Gelände der Brauerei ein Leichenfeld gefunden und zahlreiche andere Funde gemacht wurden. Allerdings wurden sie von Sammlern entwendet und daher nicht wissenschaftlich erfasst. Südlich des Kastellareals wurden noch weitere Gräber entdeckt. So konnte 1929 unter den völkerwanderungszeitlichen Bestattungen des Gräberfeldes Ried Frauenfeld ein frühkaiserzeitliches Brandgrab identifiziert werden. Rechts der Brauereistraße, Richtung Katastralgemeinde Rannersdorf, wahrscheinlich noch im Bereich des Frauenfelds, wurden im Jahr 1968 drei weitere Körpergräber aus der Römerzeit geborgen.

Ein weiteres Gräberfeld befindet sich im Bereich des Hauptplatzes von Schwechat, da dort eine Reihe spätantiker Bestattungen gesichert werden konnte. Einer der ältesten dokumentierten Funde ist ein römisches Skelettgrab, das 1923 am Hauptplatz 5 aufgefunden wurde. Weitere vier römische Gräber wurden 1927 (ebenfalls am Hauptplatz) durch M. Müllner beschrieben. Im selben Jahr wurde im Hof des damaligen Bezirksgerichts (heute Bezirkshauptmannschaft) ein römerzeitliches Grab mit verschiedenen Gefäßen gefunden. Am 31. März 1933 deckte J. Ableidinger in der südöstlichen Ecke der Hammerbrothütte ein römisches Steinplattengrab auf. Es handelte sich dabei vermutlich um ein Reitergrab aus dem frühen 4. Jahrhundert, zumindest weisen die neben den Skelett eines etwa 35-jährigen Mannes gefundenen Grabbeigaben, ein Hufeisen, eine eiserne Schnalle, ein Messer sowie einige Pferdezähne, darauf hin. Für dieses Grab war ein Grabstein aus der 2. Hälfte des 3. Jahrhunderts als Abdeckung verwendet worden. Das Reitergrab wurde restauriert und konserviert und in der Eingangsaula des Bundesgymnasiums/Bundesrealgymnasiums aufgestellt. E. Neumann berichtete 1950 vom Fund mehrerer Gräber und goldener Ohrgehänge bei einer Grundaushebung im Zuge der Beseitigung von Kriegsschäden am Hauptplatz 21 und 21a. In diesem Zusammenhang wurde am Hauptplatz 23 auch ein spätrömischer Sarkophag geborgen. 

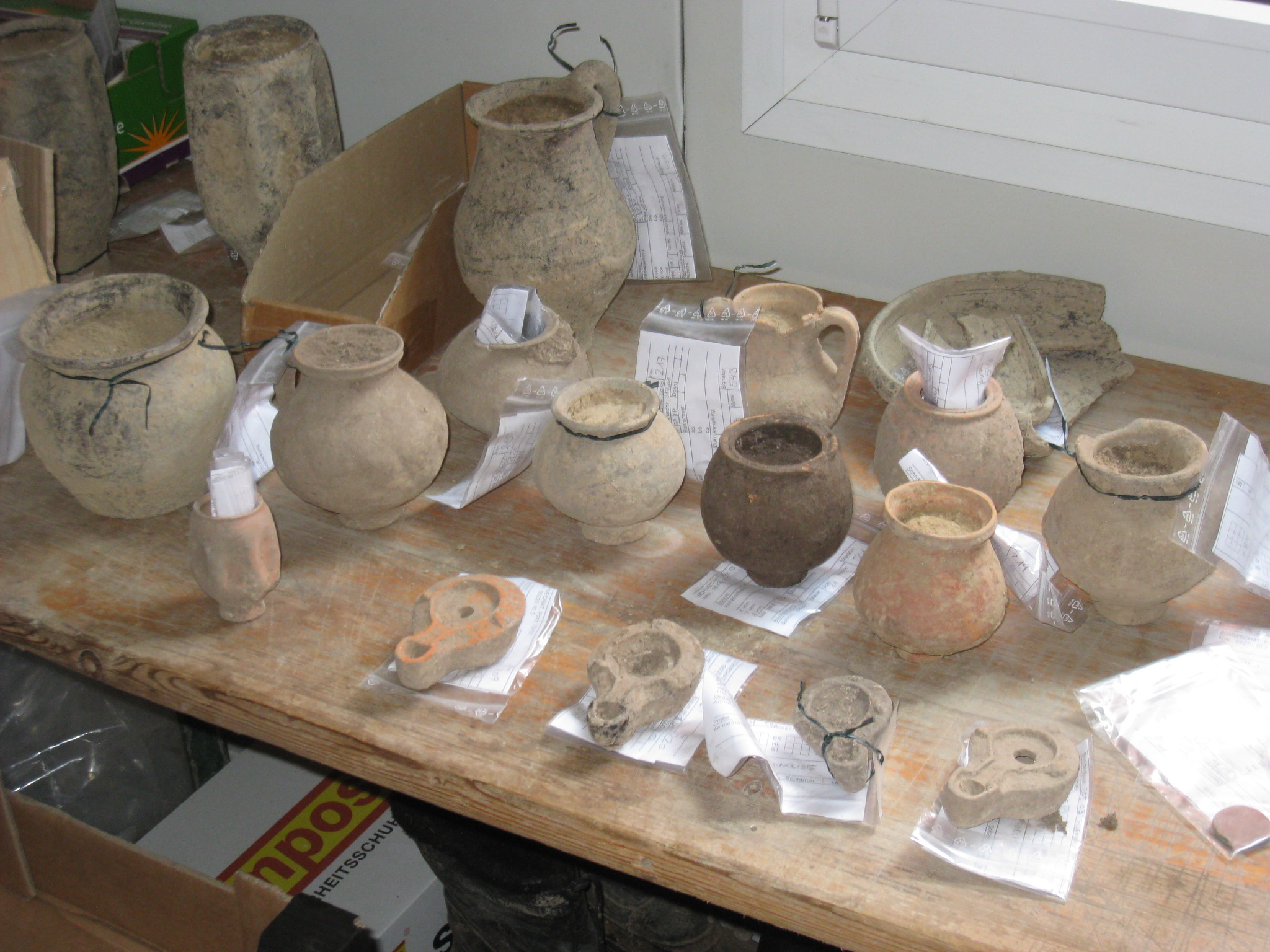
Kleine Fundauswahl aus dem römischen Gräberfeld am Frauenfeld

Bei der Beseitigung von Kriegsschäden am Hauptplatz 6 wurden drei Sarkophage mit Körperbestattungen und ein Gefäß aufgefunden, daneben zwei Erdbestattungen (ohne Beigaben). An der Eckparzelle Hauptplatz, Bruck-Hainburgerstraße, ehemals Neckam (Hauptplatz 3), konnte trotz der Zerstörung des dortigen Kindergrabes noch ein in sich verdrehter (tordierter) Goldohrring aufgefunden werden. Im Jahr 1958 legte Hans Walter bei Erdarbeiten für eine neue Straße innerhalb des Areals der Schwechater Brauerei zwischen Flaschenhalle und ehemaliger Soma-Anlage ein mit dem Kopf nach Osten ausgerichtetes Skelett frei. Der Oberkörper war in einem Winkel von 70 Grad aufgerichtet. An der linken Hand befand sich eine Bronzemünze (reduzierter Follis des Constantius Chlorus, 293–306, geprägt in Ticinum) gefunden. Das Skelett wurde dem Landesmuseum Niederösterreich (seit 2015: Museum Niederösterreich) übergeben, die Münze befindet sich im Besitz der Brauerei Schwechat. Im Jahr 1963 wurden im Aushub eines 2,50 Meter tiefen Kanalgrabens in der Sendnergasse/Ecke Hauptplatz Skelettteile und römische Keramikscherben festgestellt, offensichtlich waren dort vorher einige Körpergräber zerstört worden. Beim Fundamentaushub für Gebäude der Bezirkshauptmannschaft am Hauptplatz 3 wurde 1964 eine Körperbestattung, die parallel zum Gehsteig ausgerichtet war, zerstört. Die Ausdehnung des Gräberfeldes am Hauptplatz ist unbekannt, man weiß nur, dass es sich im Bereich der Limesstraße befindet, deren Trasse einst dort entlanglief.
Die Grabungen von 2010 am Frauenfeld konnten ein umfangreiches ziviles Gräberfeld südlich des Lagerareals nachweisen. Die Gräber waren weitestgehend ungeplündert. Die Brandgräber und Körperbestattungen waren zum Teil sehr reichhaltig mit Grabbeigaben versehen. Die Position und Häufung der Bestattungen lassen eine Ost-West Gräberstraße vermuten. Bedingt durch die relativ seichte Tiefe der Funde – es konnte kein Begehungshorizont festgestellt werden – konnte diese Gräberstraße nicht mehr nachgewiesen werden.

## Limesstraße und Meilensteine bei Ala Nova

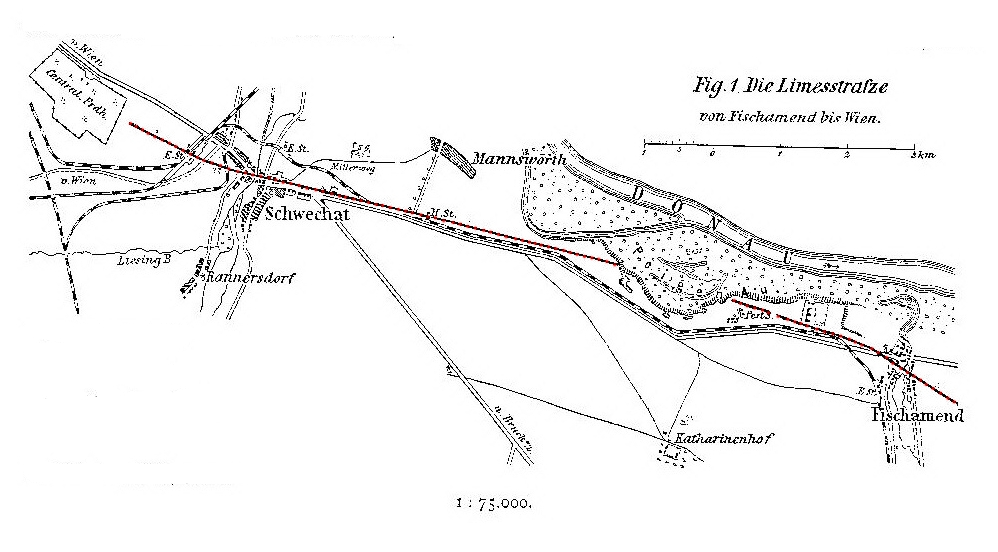
Die Limesstraße (rot punktiert) von Fischamend bis Wien

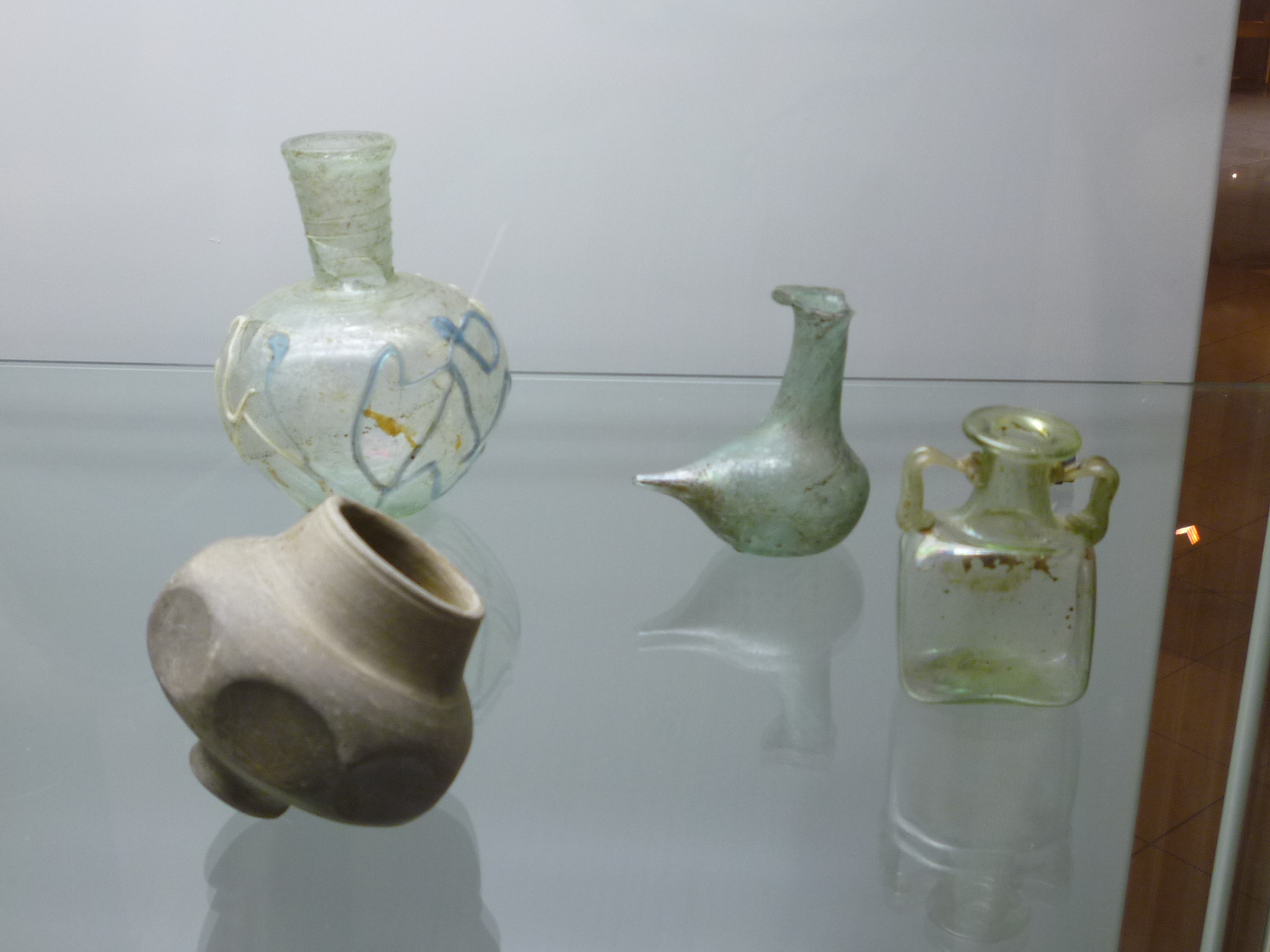
Vitrine Schwechater Ausstellung „Spuren der Zeit“ (2011)

Ein Teil der Limesstraße der Strecke Carnuntum–Schwechat befindet sich in der Nähe der Bahn-Haltestelle Mannswörth. Der weitere Verlauf ostwärts konnte auf etwa 1,5 Kilometer an einem Uferabbruch der Donau in der Poigenau und in einigen Schottergruben verfolgt werden. Westlich der Haltestelle Mannswörth verläuft die ehemalige Limesstraße etwa 1,5 Kilometer unter dem heutigen Bahndamm und tritt wieder zutage, wo die heutige, parallel verlaufende Fahrstraße sich wieder von der Bahn abkehrt. Die Limesstraße von Schwechat nach Wien führte vermutlich nicht direkt durch das Lagerareal, sondern wahrscheinlich südwestlich des heutigen Friedhofes auf den Bahnhof Klein-Schwechat zu, machte dort einen Bogen und führte weiter zur Ostmauer des Zentralfriedhofes, unter dessen Verwaltungsgebäuden sie sich weiter fortzusetzen scheint, entlang der Simmeringer Hauptstraße in Richtung des ehemaligen Legionslagers Vindobona.

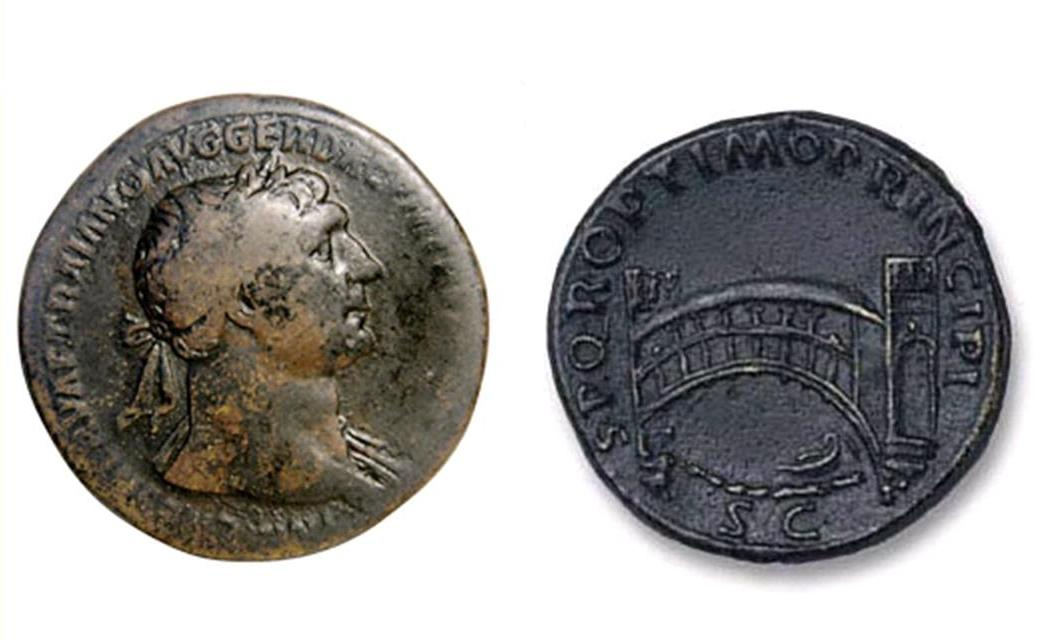
Münzbild des Trajan, auf der Rückseite die 105 n. Chr. für den Dakerkrieg erbaute Brücke über die untere Donau

Die Lage der angenommenen Straßen-Abzweigung zum Lager Ala Nova blieb bisher unbekannt. Es ist davon auszugehen, dass die zu Ala Nova führende Abzweigung der Limesstraße erst nach den Übergängen über die Schwechat-Flüsse angelegt war, wahrscheinlich südwestlich des Kastells; dies deshalb, weil dort auch der Vicus vermutet wird und bisher kein Hinweis darauf gefunden werden konnte, dass die einstige Limesstraße sich an der Stelle der heutigen Wienerstraße befand.
Eine Häufung von Meilensteinen wie die der sechs, die vermutlich ursprünglich am östlichen Ufer der Schwechat standen und die Entfernung von Carnuntum aus angaben, verleitet zu der Schlussfolgerung, dass dieser Punkt auch die Grenze zum Stadt- und Lagerterritorium Carnuntums war. Aus diesem Grunde wurde die Schwechat als Grenze zwischen den Territorien von Carnuntum und Vindobona angenommen. Die Ursache für die Aufstellung von sechs Meilensteinen innerhalb von wenigen Jahren um die Mitte des 3. Jahrhunderts bei Schwechat, also an einer Ost-West-Hauptverkehrsverbindung, mögen aber nicht nur Ausbesserungen an Straßen und Brücken gewesen sein, sondern sicherlich auch politische Propaganda, da auf solchen Meilensteinen üblicherweise die gerade regierenden Kaiser mit ihrer vollständigen Titulatur verewigt wurden, um ihre Leistungen für die jeweilige Provinz gebührend herauszustreichen.

## Denkmalschutz und Fundverbleib
Alle hier beschriebenen Anlagen sind Bodendenkmäler im Sinne des Österreichischen Denkmalschutzgesetzes. Nachgrabungen und Sammeln von Artefakten und Funden ohne Genehmigung des Bundesdenkmalamtes stellen eine strafbare Handlung dar. Zufällige Funde archäologischer Objekte (Mauern, Keramik, Münzen, Knochen etc.), sowie alle in den Boden eingreifenden Maßnahmen sind dem Bundesdenkmalamt zu melden.
Viele Funde von J. Ableidinger werden im Museum Niederösterreich in St. Pölten aufbewahrt (Sammlung Ableidinger). Die Funde aus der kleineren Grabung im Jahre 2000 werden derzeit von der Stadtgemeinde Schwechat gelagert. Die Funde aus beiden Grabungen im Jahr 2010 (Kastell und Friedhof) wurden nach ihrer Restaurierung zum Teil im Rahmen einer Ausstellung im Jahre 2011 der Öffentlichkeit gezeigt (Ausstellung „Spuren der Zeit“ in den Räumlichkeiten der städtischen Bücherei von Schwechat). Derzeit sind die Funde der Öffentlichkeit leider nicht mehr zugänglich und werden im Wesentlichen in der Kulturfabrik Hainburg aufgehoben.

Einband der Geschichte von Schwechat von J. Ableidinger, 1929